# Versailles (Kentucky)
Versailles is een plaats (city) in de Amerikaanse staat Kentucky, en valt bestuurlijk gezien onder Woodford County.

## Demografie
Bij de volkstelling in 2000 werd het aantal inwoners vastgesteld op 7511.
In 2006 is het aantal inwoners door het United States Census Bureau geschat op 7733, een stijging van 222 (3,0%).

## Geografie
Volgens het United States Census Bureau beslaat de plaats een oppervlakte van
7,3 km², geheel bestaande uit land. Versailles ligt op ongeveer 283 m boven zeeniveau.

## Plaatsen in de nabije omgeving
De onderstaande figuur toont nabijgelegen plaatsen in een straal van 24 km rond Versailles.

## Geboren
- Russell Smith (1890-1969), jazzmuzikant, componist en orkestleider
- John Conlee (1946), countryzanger